# Caça de fantasmes (pel·lícula)
Caça de fantasmes (àrab: اصطياد أشباح, Iṣṭiyād axbāḥ) és una pel·lícula documental palestina de 2017 dirigida per Raed Andoni i protagonitzada per Ramzi Maqdisi. Va guanyar el premi al millor documental de la 67 edició del Festival Internacional de Cinema de Berlín del 2017 (Berlinale). També va ser seleccionada per representar Palestina com a millor Pel·lícula de Llengua Estrangera dels Premis Oscar de 2019, però no va ser nominada. S'ha subtitulat al català.

## Trama
Es recrea el captiveri del director en una presó israeliana amb diverses persones que, com ell, van passar per la mateixa experiència.